# Temporada 1956 de Fórmula 1
La Temporada 1956 de Fórmula 1 fue la 7.ª del Campeonato Mundial de Pilotos de la FIA. Se disputó entre el 22 de enero y el 2 de septiembre. El campeonato consistió en 8 carreras, 7 de Fórmula 1 más Indianápolis 500, disputada bajo las reglas de la AAA. Juan Manuel Fangio obtuvo su tercer campeonato consecutivo, el cuarto de su carrera.

## Resumen de la temporada
Fangio se unió a Ferrari tras la retirada de la Fórmula 1 de Mercedes-Benz, con los que había ganado los títulos de 1954 y 1955. Ferrari adquirió los coches D50 de la quebrada Lancia, y montó un potente equipo con Fangio, Eugenio Castellotti, Luigi Musso y Peter Collins. Fangio ganó la primera carrera con el coche de Musso tras una avería en el suyo. El antiguo compañero de equipo en Mercedes de Collins y Fangio, Stirling Moss (ahora piloto de Maserati), fue el principal contrincante en la defensa de su título, ganando ambos en dos carreras. En una temporada muy abierta, los británicos Vanwall y BRM también se mostraron competitivos
Al llegar a la última carrera, Fangio aventajaba en 8 puntos a Collins y a un regular Jean Behra, que corría para Maserati. La única manera que tenía Fangio de perder el campeonato era que él mismo no sumara ningún punto y que Collins ganara y marcara la vuelta rápida (a pesar de haber sumado puntos con regularidad, Behra no podía ganar al sumarse únicamente los 5 mejores resultados, que penalizaban su falta de victorias frente a Collins y Fangio) Fangio tuvo que retirarse, y tras la negativa de Musso a compartir su coche con Fangio, Collins tenía una gran oportunidad para alzarse con el título. Sin embargo, en un remarcable acto de deportividad, Collins decidió dejar su volante a Fangio, que acabaría segundo en la carrera y sumaría su tercer título consecutivo.
Debido a la subida del precio del combustible por la Crisis de Suez no se disputaron los Grandes Premios de Holanda y España

## Escuderías y pilotos
| Escudería                           | Constructor      | Chasis   | Motor                                    | Neu. | Pilotos                | Rondas     |
| ----------------------------------- | ---------------- | -------- | ---------------------------------------- | ---- | ---------------------- | ---------- |
| Officine Alfieri Maserati           | Maserati         | 250F     | Maserati 250F1 2.5 L6                    | P    | Stirling Moss          | 1–2, 4–8   |
| Officine Alfieri Maserati           | Maserati         | 250F     | Maserati 250F1 2.5 L6                    | P    | Jean Behra             | 1–2, 4–8   |
| Officine Alfieri Maserati           | Maserati         | 250F     | Maserati 250F1 2.5 L6                    | P    | Carlos Menditéguy      | 1          |
| Officine Alfieri Maserati           | Maserati         | 250F     | Maserati 250F1 2.5 L6                    | P    | Luigi Piotti           | 1          |
| Officine Alfieri Maserati           | Maserati         | 250F     | Maserati 250F1 2.5 L6                    | P    | Chico Landi            | 1          |
| Officine Alfieri Maserati           | Maserati         | 250F     | Maserati 250F1 2.5 L6                    | P    | Gerino Gerini          | 1          |
| Officine Alfieri Maserati           | Maserati         | 250F     | Maserati 250F1 2.5 L6                    | P    | José Froilán González  | 1          |
| Officine Alfieri Maserati           | Maserati         | 250F     | Maserati 250F1 2.5 L6                    | P    | Cesare Perdisa         | 2, 4–7     |
| Officine Alfieri Maserati           | Maserati         | 250F     | Maserati 250F1 2.5 L6                    | P    | Paco Godia             | 4–8        |
| Officine Alfieri Maserati           | Maserati         | 250F     | Maserati 250F1 2.5 L6                    | P    | Piero Taruffi          | 5          |
| Officine Alfieri Maserati           | Maserati         | 250F     | Maserati 250F1 2.5 L6                    | P    | Umberto Maglioli       | 7–8        |
| Officine Alfieri Maserati           | Maserati         | 250F     | Maserati 250F1 2.5 L6                    | P    | Luigi Villoresi        | 8          |
| Officine Alfieri Maserati           | Maserati         | 250F     | Maserati 250F1 2.5 L6                    | P    | Jo Bonnier             | 8          |
| Owen Racing Organisation            | Maserati BRM     | 250F P25 | Maserati 250F1 2.5 L6 BRM P25 2.5 L4     | P D  | Mike Hawthorn          | 1–2, 6     |
| Owen Racing Organisation            | Maserati BRM     | 250F P25 | Maserati 250F1 2.5 L6 BRM P25 2.5 L4     | P D  | Tony Brooks            | 2, 6       |
| Owen Racing Organisation            | Maserati BRM     | 250F P25 | Maserati 250F1 2.5 L6 BRM P25 2.5 L4     | P D  | Ron Flockhart          | 6          |
| Alberto Uria                        | Maserati         | A6GCM    | Maserati 250F1 2.5 L6                    | P    | Alberto Uria           | 1          |
| Alberto Uria                        | Maserati         | A6GCM    | Maserati 250F1 2.5 L6                    | P    | Óscar González         | 1          |
| Scuderia Ferrari                    | Ferrari          | D50 555  | Ferrari DS50 2.5 V8 Ferrari 555 2.5 L4   | E P  | Juan Manuel Fangio     | 1–2, 4–8   |
| Scuderia Ferrari                    | Ferrari          | D50 555  | Ferrari DS50 2.5 V8 Ferrari 555 2.5 L4   | E P  | Eugenio Castellotti    | 1–2, 4–8   |
| Scuderia Ferrari                    | Ferrari          | D50 555  | Ferrari DS50 2.5 V8 Ferrari 555 2.5 L4   | E P  | Luigi Musso            | 1–2, 7–8   |
| Scuderia Ferrari                    | Ferrari          | D50 555  | Ferrari DS50 2.5 V8 Ferrari 555 2.5 L4   | E P  | Peter Collins          | 1–2, 4–8   |
| Scuderia Ferrari                    | Ferrari          | D50 555  | Ferrari DS50 2.5 V8 Ferrari 555 2.5 L4   | E P  | Olivier Gendebien      | 1, 5       |
| Scuderia Ferrari                    | Ferrari          | D50 555  | Ferrari DS50 2.5 V8 Ferrari 555 2.5 L4   | E P  | Paul Frère             | 4          |
| Scuderia Ferrari                    | Ferrari          | D50 555  | Ferrari DS50 2.5 V8 Ferrari 555 2.5 L4   | E P  | André Pilette          | 4          |
| Scuderia Ferrari                    | Ferrari          | D50 555  | Ferrari DS50 2.5 V8 Ferrari 555 2.5 L4   | E P  | Alfonso de Portago     | 5–8        |
| Scuderia Ferrari                    | Ferrari          | D50 555  | Ferrari DS50 2.5 V8 Ferrari 555 2.5 L4   | E P  | Wolfgang von Trips     | 8          |
| Equipe Gordini                      | Gordini          | T16 T32  | Gordini 23 2.5 L6 Gordini 25 2.5 L8      | E    | Robert Manzon          | 2, 5–8     |
| Equipe Gordini                      | Gordini          | T16 T32  | Gordini 23 2.5 L6 Gordini 25 2.5 L8      | E    | Élie Bayol             | 2          |
| Equipe Gordini                      | Gordini          | T16 T32  | Gordini 23 2.5 L6 Gordini 25 2.5 L8      | E    | André Pilette          | 2, 5, 7    |
| Equipe Gordini                      | Gordini          | T16 T32  | Gordini 23 2.5 L6 Gordini 25 2.5 L8      | E    | Hermano da Silva Ramos | 2, 5–6, 8  |
| Equipe Gordini                      | Gordini          | T16 T32  | Gordini 23 2.5 L6 Gordini 25 2.5 L8      | E    | André Milhoux          | 7          |
| Equipe Gordini                      | Gordini          | T16 T32  | Gordini 23 2.5 L6 Gordini 25 2.5 L8      | E    | André Simon            | 8          |
| Ecurie Rosier                       | Maserati         | 250F     | Maserati 250F1 2.5 L6                    | P    | Louis Rosier           | 2, 4–7     |
| Vandervell Products                 | Vanwall          | VW 2     | Vanwall 254 2.5 L4                       | P    | Maurice Trintignant    | 2, 4, 6, 8 |
| Vandervell Products                 | Vanwall          | VW 2     | Vanwall 254 2.5 L4                       | P    | Harry Schell           | 2, 4–6, 8  |
| Vandervell Products                 | Vanwall          | VW 2     | Vanwall 254 2.5 L4                       | P    | Mike Hawthorn          | 5          |
| Vandervell Products                 | Vanwall          | VW 2     | Vanwall 254 2.5 L4                       | P    | Colin Chapman          | 5          |
| Vandervell Products                 | Vanwall          | VW 2     | Vanwall 254 2.5 L4                       | P    | José Froilán González  | 6          |
| Vandervell Products                 | Vanwall          | VW 2     | Vanwall 254 2.5 L4                       | P    | Piero Taruffi          | 8          |
| Gould's Garage (Bristol) H.H. Gould | Maserati         | 250F     | Maserati 250F1 2.5 L6                    | D    | Horace Gould           | 2, 4, 6–7  |
| Giorgio Scarlatti                   | Ferrari          | 500      | Ferrari 500 2.0 L4                       | P    | Giorgio Scarlatti      | 2          |
| Scuderia Centro Sud                 | Maserati Ferrari | 250F 500 | Maserati 250F1 2.5 L6 Ferrari 500 2.0 L4 | P    | Luigi Villoresi        | 4          |
| Scuderia Centro Sud                 | Maserati Ferrari | 250F 500 | Maserati 250F1 2.5 L6 Ferrari 500 2.0 L4 | P    | Harry Schell           | 7          |
| Scuderia Centro Sud                 | Maserati Ferrari | 250F 500 | Maserati 250F1 2.5 L6 Ferrari 500 2.0 L4 | P    | Giorgio Scarlatti      | 7          |
| Scuderia Centro Sud                 | Maserati Ferrari | 250F 500 | Maserati 250F1 2.5 L6 Ferrari 500 2.0 L4 | P    | Toulo de Graffenried   | 8          |
| Piero Scotti                        | Connaught        | Type B   | Alta GP 2.5 L4                           | P    | Piero Scotti           | 4          |
| Automobiles Bugatti                 | Bugatti          | T251     | Bugatti 2.5 L8                           | E    | Maurice Trintignant    | 5          |
| Luigi Piotti                        | Maserati         | 250F     | Maserati 250F1 2.5 L6                    | P    | Luigi Villoresi        | 5–7        |
| Luigi Piotti                        | Maserati         | 250F     | Maserati 250F1 2.5 L6                    | P    | Luigi Piotti           | 7–8        |
| André Simon                         | Maserati         | 250F     | Maserati 250F1 2.5 L6                    | P    | André Simon            | 5          |
| Scuderia Guastalla                  | Maserati         | 250F     | Maserati 250F1 2.5 L6                    | P    | Umberto Maglioli       | 6          |
| Scuderia Guastalla                  | Maserati         | 250F     | Maserati 250F1 2.5 L6                    | P    | Gerino Gerini          | 8          |
| Connaught Engineering               | Connaught        | Type B   | Alta GP 2.5 L4                           | P A  | Archie Scott-Brown     | 6, 8       |
| Connaught Engineering               | Connaught        | Type B   | Alta GP 2.5 L4                           | P A  | Desmond Titterington   | 6          |
| Connaught Engineering               | Connaught        | Type B   | Alta GP 2.5 L4                           | P A  | Jack Fairman           | 6, 8       |
| Connaught Engineering               | Connaught        | Type B   | Alta GP 2.5 L4                           | P A  | Les Leston             | 8          |
| Connaught Engineering               | Connaught        | Type B   | Alta GP 2.5 L4                           | P A  | Ron Flockhart          | 8          |
| Bob Gerard                          | Cooper           | T23      | Bristol BS1 2.0 L6                       | D    | Bob Gerard             | 6          |
| Gilby Engineering                   | Maserati         | 250F     | Maserati 250F1 2.5 L6                    | D    | Roy Salvadori          | 6–8        |
| Bruce Halford                       | Maserati         | 250F     | Maserati 250F1 2.5 L6                    | D    | Bruce Halford          | 6–8        |
| Jack Brabham                        | Maserati         | 250F     | Maserati 250F1 2.5 L6                    | D    | Jack Brabham           | 6          |
| Emeryson Cars                       | Emeryson         | 56       | Alta GP 2.5 L4                           | D    | Paul Emery             | 6          |
| Ottorino Volonterio                 | Maserati         | A6GCM    | Maserati 250F1 2.5 L6                    | P    | Ottorino Volonterio    | 7          |

(*) No incluye los pilotos y escuderías que disputaron las 500 Millas de Indianápolis.

## Resultados
| Carrera                     | Fecha           | Circuito          | Piloto ganador     | Constructor ganador | Resultados |
| --------------------------- | --------------- | ----------------- | ------------------ | ------------------- | ---------- |
| Gran Premio de Argentina    | 22 de enero     | Buenos Aires      | Juan Manuel Fangio | Ferrari             | Resultados |
| Gran Premio de Mónaco       | 13 de mayo      | Mónaco            | Stirling Moss      | Maserati            | Resultados |
| Indianápolis 500            | 30 de mayo      | Indianápolis      | Pat Flaherty       | Watson-Offenhauser  | Resultados |
| Gran Premio de Bélgica      | 3 de junio      | Spa-Francorchamps | Peter Collins      | Ferrari             | Resultados |
| Gran Premio de Francia      | 1 de julio      | Reims             | Peter Collins      | Ferrari             | Resultados |
| Gran Premio de Gran Bretaña | 14 de julio     | Silverstone       | Juan Manuel Fangio | Ferrari             | Resultados |
| Gran Premio de Alemania     | 5 de agosto     | Nürburgring       | Juan Manuel Fangio | Ferrari             | Resultados |
| Gran Premio de Italia       | 2 de septiembre | Monza             | Stirling Moss      | Maserati            | Resultados |

## Clasificaciones

### Sistema de puntuación
- Puntuaban los cinco primeros de cada carrera, más un punto adicional para la vuelta rápida.
- Para el campeonato de pilotos solo se contabilizaban los cinco mejores resultados obtenidos por cada competidor.
- En caso de que varios pilotos, por circunstancias de la carrera, compitieran con un mismo vehículo, los puntos serían divididos equitativamente entre los pilotos
- Si un mismo piloto conducía dos o más vehículos que hubieran obtenido puntos, sólo recibiría los puntos compartidos correspondientes al vehículo mejor clasificado (V.g. Juan Manuel Fangio en el Gran Premio de Mónaco de 1956)

| Posición | 1.º | 2.º | 3.º | 4.º | 5.º | VR |
| Puntos   | 8   | 6   | 4   | 3   | 2   | 1  |

### Campeonato de Pilotos
| Pos. | Piloto                 | ARG      | MON     | 500  | BEL      | FRA       | GBR      | GER        | ITA        | Puntos  |
| ---- | ---------------------- | -------- | ------- | ---- | -------- | --------- | -------- | ---------- | ---------- | ------- |
| 1    | Juan Manuel Fangio     | 1‡ / Ret | 2‡ / 4‡ |      | Ret      | 4         | 1        | 1          | (2)‡/ 8‡   | 30 (33) |
| 2    | Stirling Moss          | Ret      | 1       |      | 3‡ / Ret | 5‡/ Ret   | (Ret)    | 2          | 1          | 27 (28) |
| 3    | Peter Collins          | Ret      | 2‡      |      | 1        | 1         | 2‡ / Ret | Ret‡ / Ret | 2‡         | 25      |
| 4    | Jean Behra             | 2        | 3       |      | 7        | 3         | 3        | 3          | Ret‡ / Ret | 22      |
| 5    | Pat Flaherty           |          |         | 1    |          |           |          |            |            | 8       |
| 6    | Eugenio Castellotti    | Ret      | 4‡/ Ret |      | Ret      | 2         | 10‡      | Ret‡ / Ret | 8‡ / Ret   | 7.5     |
| 7    | Sam Hanks              |          |         | 2    |          |           |          |            |            | 6       |
| 8    | Paul Frère             |          |         |      | 2        |           |          |            |            | 6       |
| 9    | Paco Godia             |          |         |      | Ret      | 7         | 8        | 4          | 4          | 6       |
| 10   | Jack Fairman           |          |         |      |          |           | 4        |            | 5          | 5       |
| 11   | Luigi Musso            | 1‡       | Ret     |      |          |           |          | Ret‡       | Ret        | 4       |
| 12   | Mike Hawthorn          | 3        |         |      |          | 10‡       | Ret      |            |            | 4       |
| 13   | Ron Flockhart          |          |         |      |          |           | Ret      |            | 3          | 4       |
| 14   | Don Freeland           |          |         | 3    |          |           |          |            |            | 4       |
| 15   | Alfonso de Portago     |          |         |      |          | Ret       | 2‡ / 10‡ | Ret‡       | Ret        | 3       |
| 16   | Cesare Perdisa         |          | 7       |      | 3‡       | 5‡        | 7        | Ret        |            | 3       |
| 17   | Harry Schell           |          | Ret     |      | 4        | 10‡ / Ret | Ret      | Ret        | Ret        | 3       |
| 18   | Johnnie Parsons        |          |         | 4    |          |           |          |            |            | 3       |
| 19   | Louis Rosier           |          | Ret     |      | 8        | 6         | Ret      | 5          |            | 2       |
| 20   | Luigi Villoresi        |          |         |      | 5        | Ret       | 6        | Ret        | Ret‡       | 2       |
| 21   | Hermano da Silva Ramos |          | 5       |      |          | 8         | Ret      |            | Ret        | 2       |
| 22   | Horace Gould           |          | 8       |      | Ret      |           | 5        | Ret        |            | 2       |
| 23   | Olivier Gendebien      | 5        |         |      |          | Ret       |          |            |            | 2       |
| 24   | Dick Rathmann          |          |         | 5    |          |           |          |            |            | 2       |
| 25   | Gerino Gerini          | 4‡       |         |      |          |           |          |            | 10         | 1.5     |
| 26   | Chico Landi            | 4‡       |         |      |          |           |          |            |            | 1.5     |
| 27   | Paul Russo             |          |         | Ret  |          |           |          |            |            | 1       |
| NC   | André Pilette          |          | 6‡      |      | 6        | 11        |          | Ret        |            | 0       |
| NC   | Luigi Piotti           | Ret      |         |      |          |           |          |            | 6          | 0       |
| NC   | Bob Sweikert           |          |         | 6    |          |           |          |            |            | 0       |
| NC   | Óscar González         | 6‡       |         |      |          |           |          |            |            | 0       |
| NC   | Alberto Uria           | 6‡       |         |      |          |           |          |            |            | 0       |
| NC   | Élie Bayol             |          | 6‡      |      |          |           |          |            |            | 0       |
| NC   | Bob Veith              |          |         | 7    |          |           |          |            |            | 0       |
| NC   | Toulo de Graffenried   |          |         |      |          |           |          |            | 7          | 0       |
| NC   | Rodger Ward            |          |         | 8    |          |           |          |            |            | 0       |
| NC   | Robert Manzon          |          | Ret     |      |          | 9         | 9        | Ret        | Ret        | 0       |
| NC   | André Simon            |          |         |      |          | Ret       |          |            | 9          | 0       |
| NC   | Jimmy Reece            |          |         | 9    |          |           |          |            |            | 0       |
| NC   | Cliff Griffith         |          |         | 10   |          |           |          |            |            | 0       |
| NC   | Roy Salvadori          |          |         |      |          |           | Ret      | Ret        | 11         | 0       |
| NC   | Gene Hartley           |          |         | 11   |          |           |          |            |            | 0       |
| NC   | Bob Gerard             |          |         |      |          |           | 11       |            |            | 0       |
| NC   | Fred Agabashian        |          |         | 12   |          |           |          |            |            | 0       |
| NC   | Bob Christie           |          |         | 13   |          |           |          |            |            | 0       |
| NC   | Al Keller              |          |         | 14   |          |           |          |            |            | 0       |
| NC   | Eddie Johnson          |          |         | 15   |          |           |          |            |            | 0       |
| NC   | Billy Garrett          |          |         | 16   |          |           |          |            |            | 0       |
| NC   | Duke Dinsmore          |          |         | 17   |          |           |          |            |            | 0       |
| NC   | Pat O'Connor           |          |         | 18   |          |           |          |            |            | 0       |
| NC   | Jimmy Bryan            |          |         | 19   |          |           |          |            |            | 0       |
| NC   | Ottorino Volonterio    |          |         |      |          |           |          | NC         |            | 0       |
| NC   | Maurice Trintignant    |          | Ret     |      | Ret      | Ret       | Ret      |            | Ret        | 0       |
| NC   | Umberto Maglioli       |          |         |      |          |           | Ret      | Ret        | Ret‡       | 0       |
| NC   | Bruce Halford          |          |         |      |          |           | Ret      | DSQ        | Ret        | 0       |
| NC   | José Froilán González  | Ret      |         |      |          |           | Ret      |            |            | 0       |
| NC   | Piero Taruffi          |          |         |      |          | Ret       |          |            | Ret        | 0       |
| NC   | Giorgio Scarlatti      |          | DNQ     |      |          |           |          | Ret        |            | 0       |
| NC   | Carlos Menditéguy      | Ret      |         |      |          |           |          |            |            | 0       |
| NC   | Jim Rathmann           |          |         | Ret  |          |           |          |            |            | 0       |
| NC   | Johnnie Tolan          |          |         | Ret  |          |           |          |            |            | 0       |
| NC   | Tony Bettenhausen      |          |         | Ret  |          |           |          |            |            | 0       |
| NC   | Jimmy Daywalt          |          |         | Ret  |          |           |          |            |            | 0       |
| NC   | Jack Turner            |          |         | Ret  |          |           |          |            |            | 0       |
| NC   | Keith Andrews          |          |         | Ret  |          |           |          |            |            | 0       |
| NC   | Andy Linden            |          |         | Ret  |          |           |          |            |            | 0       |
| NC   | Al Herman              |          |         | Ret  |          |           |          |            |            | 0       |
| NC   | Ray Crawford           |          |         | Ret  |          |           |          |            |            | 0       |
| NC   | Johnny Boyd            |          |         | Ret  |          |           |          |            |            | 0       |
| NC   | Troy Ruttman           |          |         | Ret  |          |           |          |            |            | 0       |
| NC   | Johnny Thomson         |          |         | Ret  |          |           |          |            |            | 0       |
| NC   | Piero Scotti           |          |         |      | Ret      |           |          |            |            | 0       |
| NC   | Desmond Titterington   |          |         |      |          |           | Ret      |            |            | 0       |
| NC   | Tony Brooks            |          |         |      |          |           | Ret      |            |            | 0       |
| NC   | Archie Scott-Brown     |          |         |      |          |           | Ret      |            |            | 0       |
| NC   | Paul Emery             |          |         |      |          |           | Ret      |            |            | 0       |
| NC   | Jack Brabham           |          |         |      |          |           | Ret      |            |            | 0       |
| NC   | André Milhoux          |          |         |      |          |           |          | Ret        |            | 0       |
| NC   | Les Leston             |          |         |      |          |           |          |            | Ret        | 0       |
| NC   | Ed Elisian             |          |         | Ret‡ |          |           |          |            |            | 0       |
| NC   | Eddie Russo            |          |         | Ret‡ |          |           |          |            |            | 0       |
| NC   | Joakim Bonnier         |          |         |      |          |           |          |            | Ret‡       | 0       |
| NC   | Colin Chapman          |          |         |      |          | DNS       |          |            |            | 0       |
| Pos. | Piloto                 | ARG      | MON     | 500  | BEL      | FRA       | GBR      | GER        | ITA        | Puntos  |

| Color      | Resultado                          |
| ---------- | ---------------------------------- |
| Oro        | Ganador                            |
| Plata      | 2.º puesto                         |
| Bronce     | 3.er puesto                        |
| Verde      | Finalizó en los puntos             |
| Azul       | Finalizó sin puntos                |
| Azul       | NC - No clasificado                |
| Violeta    | Ret - No terminó                   |
| Rojo       | DNQ - No se clasificó              |
| Rojo       | DNPQ - No se preclasificó          |
| Negro      | DSQ - Descalificado                |
| Blanco     | DNS - No empezó                    |
| Blanco     | WD - Retirado                      |
| Blanco     | C - Carrera cancelada              |
| Azul claro | TD - Entrenamientos libres (2003-) |
| Sin color  | DNP - Inscrito, pero no participó  |
| Sin color  | INJ - Inscrito, pero lesionado     |
| Sin color  | EX - Excluido                      |

| Estado  | Resultado                                                                             |
| ------- | ------------------------------------------------------------------------------------- |
| Negrita | Pole position                                                                         |
| Cursiva | Vuelta rápida                                                                         |
| 1-8     | Posiciones puntuables de clasificación sprint (2021-)                                 |
| †       | No acabó el Gran Premio, pero fue clasificado ya que completó el porcentaje necesario |
| ‡       | Monoplaza compartido                                                                  |
| ~       | Se otorgó la mitad de puntos ya que no se cumplió con el 75% de la carrera            |
| ≠       | No obtuvo puntos ya que era piloto invitado                                           |
| F2      | Inscrito para carrera de Fórmula 2, no sumaba puntos                                  |

#### Leyenda adicional
- Las puntuaciones sin paréntesis corresponden al cómputo oficial del Campeonato
  - La suma de la puntuación únicamente de los 5 mejores resultados del Campeonato, sin tener en cuenta los puntos que se hubieran obtenido en el resto de carreras.
- Las puntuaciones (entre paréntesis) corresponden al cómputo total de puntos obtenidos
  - La suma de la puntuación de todos los resultados del Campeonato, incluyendo los puntos obtenidos en carreras que no son computados para la clasificación final.
- Los resultados en cursiva se refieren a la vuelta rápida, que otorga 1 punto para el Campeonato de Pilotos.